# Trinh tiết

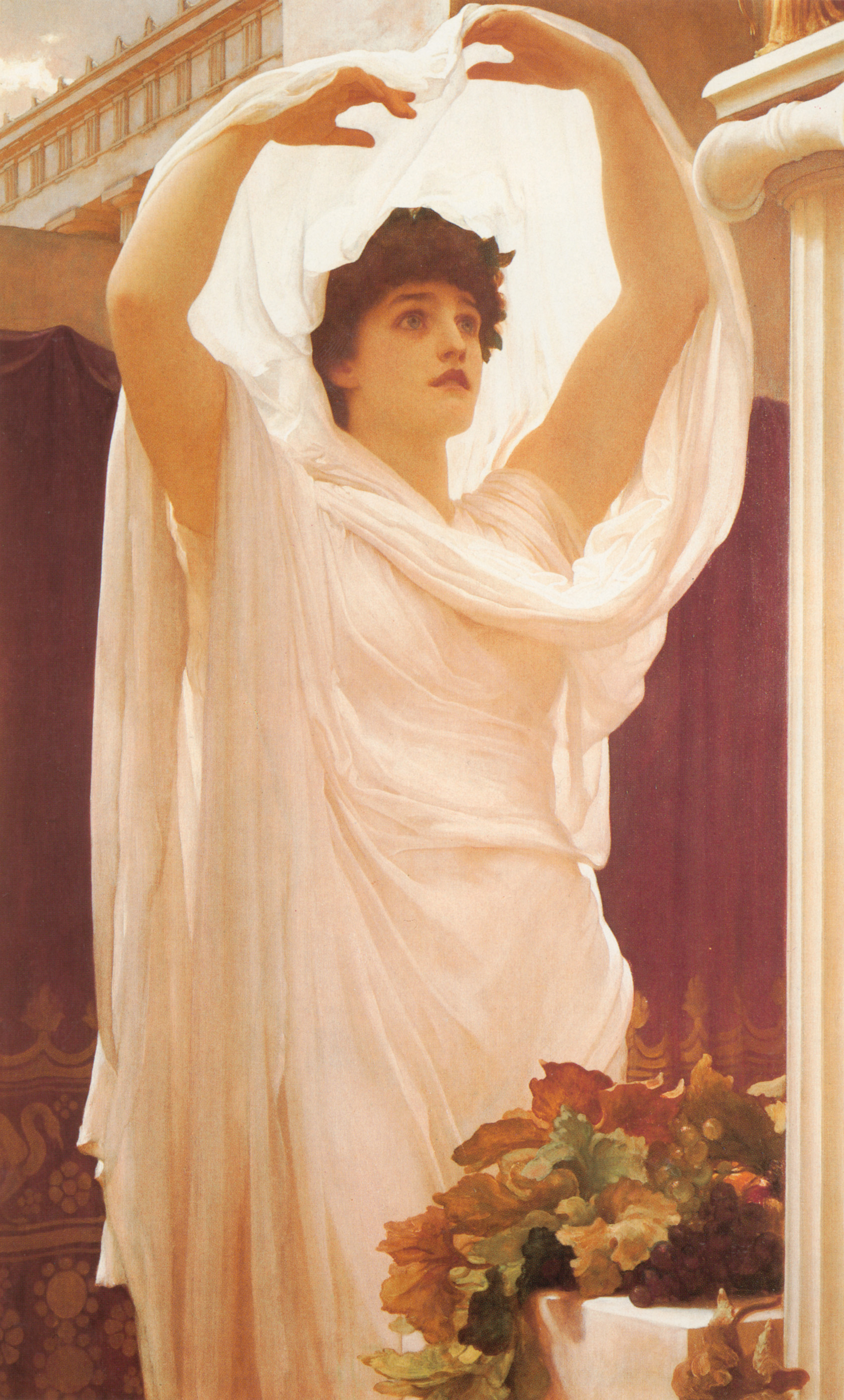
Thiếu nữ mặc đồ trắng thường được xem là biểu hiện cho trinh tiết

Trinh tiết theo là một khái niệm chỉ một người chưa từng quan hệ tình dục. Trinh nữ là từ để chỉ người con gái còn trinh tiết (chưa từng quan hệ tình dục với ai).
Trinh tiết cũng có thể sử dụng với ý nghĩa rộng hơn. Về nghĩa rộng, trinh tiết (tiết hạnh) còn dùng để chỉ người phụ nữ cả đời luôn giữ gìn bản thân và chung thủy với chồng của mình (cô ta không quan hệ tình dục trước khi lấy chồng, và sau khi lấy chồng thì không ngoại tình với ai). Đối với nam giới, người ta không dùng khái niệm trinh tiết mà gọi là trai tân, hoặc đồng nam.
Trên thế giới tồn tại nhiều nền văn hóa và tôn giáo đề cao giá trị của trinh tiết. Nó là biểu trưng cho sự trong trắng trong tâm hồn, đức hạnh trong tình yêu, ý thức tiết chế dục vọng để giữ gìn thể xác thuần khiết cả trước và sau hôn nhân, thể hiện sự tôn trọng và chung thủy với bạn đời (cả nam lẫn nữ)

## Các định nghĩa về trinh tiết
Trinh tiết là khái niệm chỉ giá trị của một người chưa từng quan hệ tình dục trong xã hội, hoặc là sự chung thủy của 1 người đối với người khác.

## Trinh tiết trong các nền văn hóa
Nhiều người hay lẫn lộn giữa 2 khái niệm: Trinh tiết (sự trong trắng) và màng trinh. Thực chất, đây là hai khái niệm riêng. Màng trinh là khái niệm sinh học chỉ một bộ phận của phụ nữ, còn trinh tiết là một khái niệm mang tính đạo đức, tinh thần và xã hội, chỉ người chưa từng quan hệ tình dục (ở cả phái nam và phái nữ). Như vậy, khi nói về các vấn đề xã hội liên quan (như quan hệ tình dục sớm, sống thử, hoặc giữ gìn thể xác tới đêm tân hôn) thì phải dùng từ "trinh tiết, trong trắng" mới thật chính xác. Những ý kiến cho rằng trinh tiết chỉ là "chiếc màng sinh học" (màng trinh) thực chất là không hiểu rõ, lẫn lộn giữa 2 khái niệm hoặc cố tình hạ thấp giá trị tinh thần đích thực của trinh tiết.

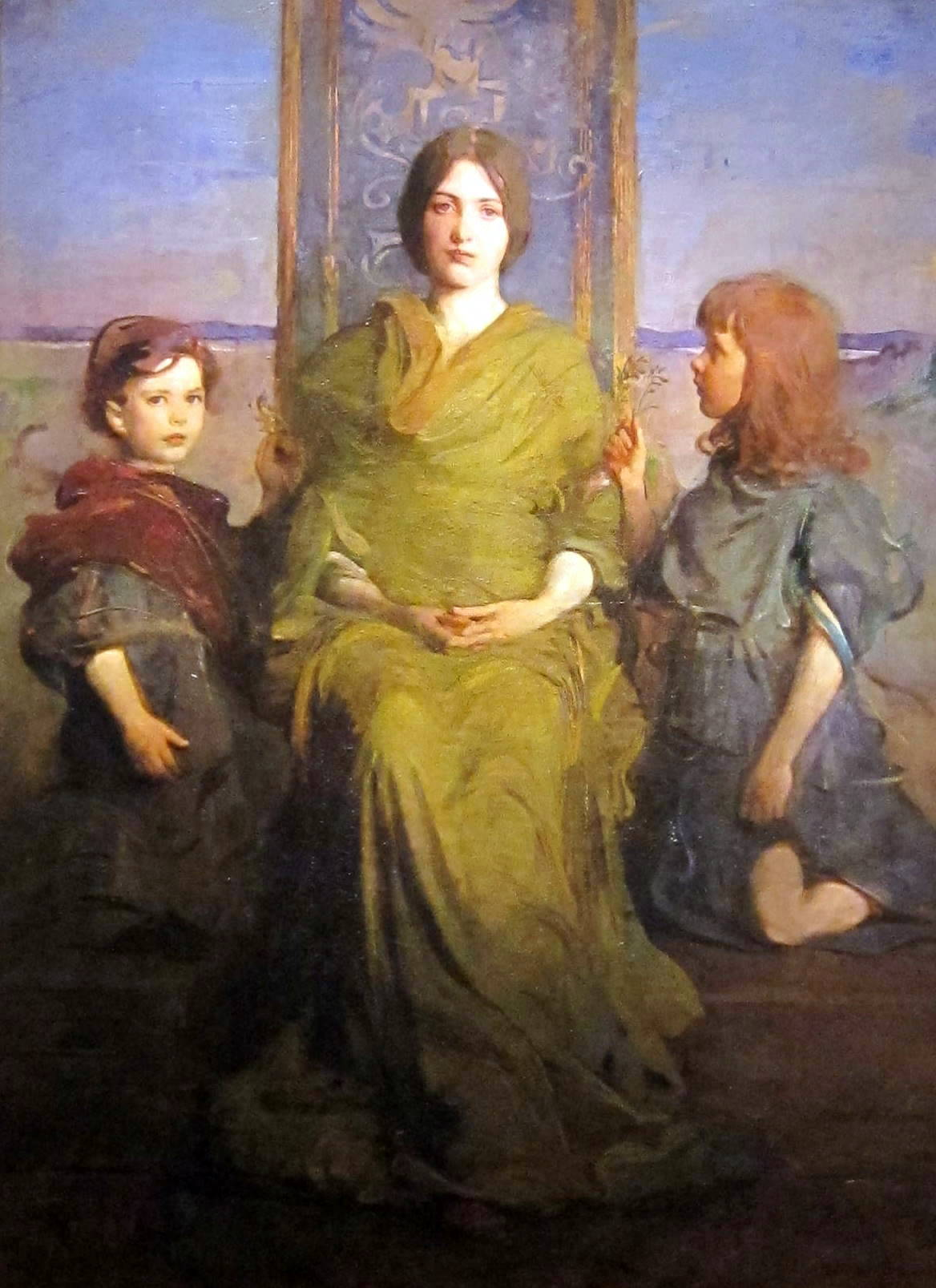
Vẻ đẹp thánh thiện của một trinh nữ, chủ đề phổ biến trong hội họa phương Tây.

Cần phân định rõ rằng: con người coi trọng "sự trinh tiết" (virgin) chứ không đơn giản chỉ là "màng trinh" (hymen). Các nền văn hóa luôn đề cao trinh tiết bởi nó cho thấy sự trong trắng trong tâm hồn, ý chí kiên định trong việc tiết chế bản năng để giữ gìn thể xác thuần khiết trước hôn nhân. Trinh tiết là món quà tinh thần lớn lao khi "lần đầu tiên" của người bạn đời được họ giữ gìn và dành tặng cho mình, qua đó củng cố sự tin tưởng vào đức hạnh của bạn đời. Do giá trị đạo đức và tinh thần đó mà trinh tiết được nhiều người tôn vinh, chứ không đơn giản là việc màng trinh có tồn tại hay không (cụ thể hơn, nếu màng trinh bị mất do bị cưỡng hiếp hoặc phẫu thuật thì trinh tiết vẫn còn; nhưng ngược lại, nếu đã từng quan hệ tình dục thì xem như trinh tiết đã mất, dù vá lại màng trinh thì cũng không còn ý nghĩa gì nữa, thậm chí có thể xem đó là hành vi lừa bịp).
Việc gìn giữ trinh tiết trước hôn nhân được xem là thể hiện đức hạnh của con người (kể cả phụ nữ cũng như đàn ông), biết dùng lý trí để trấn áp những dục vọng bản năng, biết hướng đến giá trị thiêng liêng của tình yêu và hôn nhân bền vững với người bạn đời, thay vì những quan hệ xác thịt dễ dãi và chớp nhoáng. Các tôn giáo, các nền văn hóa luôn đánh giá cao những con người có ý thức này. Theo nghiên cứu của Đại học Bắc Carolina, nhóm thanh niên có trí thông minh cao và được giáo dục tốt có tỉ lệ quan hệ tình dục sớm thấp hơn nhiều so với nhóm còn lại
Các tôn giáo và nền văn hóa các nước luôn chú trọng đến đời sống tiết chế dục vọng và tinh thần trong sáng, trinh tiết cũng không ngoại lệ. Triết lý đạo đức các nước đều chỉ rõ: "Thân với tâm là "nhất như", thân thể ta cũng như tâm hồn ta. Tức là nếu ta không tôn kính thân thể người yêu thì cũng không tôn kính được tâm hồn người ấy. Yêu nhau là kính trọng nhau, giữ gìn trinh tiết trong sạch cho nhau tới ngày kết hôn. Khi sự rẻ rúng xem thường, ham muốn chiếm đoạt thể xác xảy ra thì tình yêu đích thực không còn. Có những nỗi niềm sâu kín trong tâm hồn, chúng ta chỉ chia sẻ với người tri kỉ. Thân thể ta cũng vậy, có những nơi thiêng liêng và riêng tư, ta không muốn ai chạm tới, ngoài người ta tin yêu, muốn sống trọn đời, trọn kiếp. Trong tình yêu lớn và cao quý, bất cứ lời nói và cử chỉ nào cũng phải biểu lộ sự tương kính. Người con trai phải tôn trọng người con gái mình yêu, cả thân thể lẫn tâm hồn, giữ gìn trinh tiết cho họ. Người con gái biết giữ gìn trinh tiết, cũng là biết làm người yêu thêm tương kính, nuôi dưỡng hạnh phúc lâu dài về sau."

### Trinh tiết trong các tôn giáo

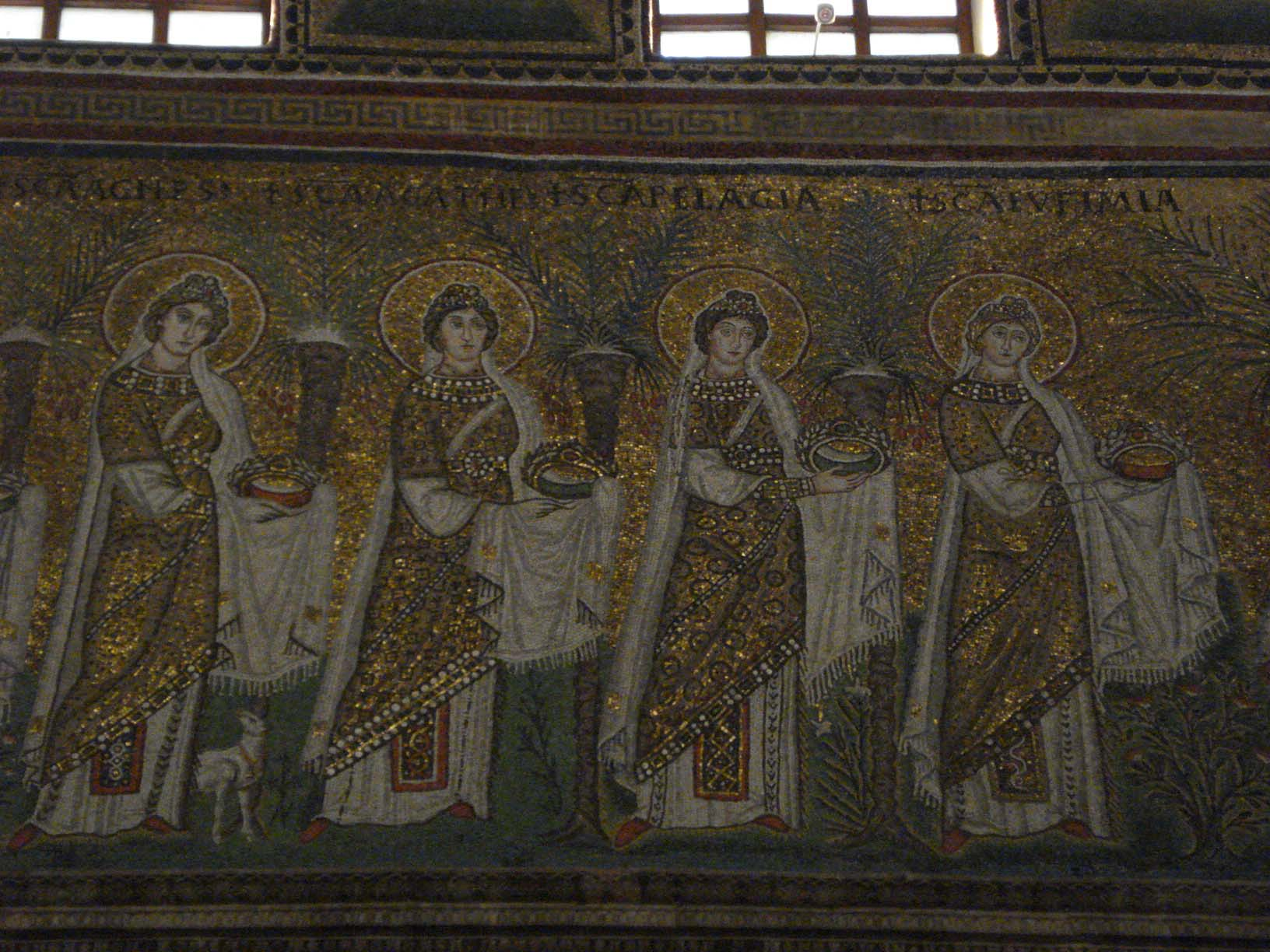
Trong nhiều lễ hội, chỉ có trinh nữ được tế lễ để tôn vinh sự thiêng liêng. Phù điêu cổ năm 526

Các tín ngưỡng chính thống đều hướng cho con người mở rộng nhãn quan, duy trì phẩm chất đạo đức thiện lương, tu tâm hướng thiện, xa lánh điều ác. Tôn giáo giúp con người điều chỉnh lại tư tưởng và hành vi của mình, người dân tôn sùng đạo đức, có trách nhiệm cao đối với sự hưng vong của cộng đồng, người tin cậy người, giúp xã hội an định, thuần phong mỹ tục được giữ gìn. Giá trị của trinh tiết cũng nằm trong số đó.
Trong hầu hết các tôn giáo, tình dục và trinh tiết đều được xem là thiêng liêng. Khác với hành vi giao phối mang tính dục vọng bản năng ở loài vật, hoạt động tình dục của con người còn bao hàm tinh thần nghĩa vụ với bạn đời, gia đình và xã hội. Do đó tình dục của con người phải được gắn liền với hôn nhân, hoặc nghi thức kết hợp dưới sự chứng giám của gia đình, cộng đồng và các Đấng bề trên (như vong linh ông bà tổ tiên, Thiên Chúa, Allah... tùy theo mỗi tôn giáo). Các hành vi tình dục ngoài vợ chồng đều là sự coi thường, chà đạp lên lễ giáo đạo đức và các Đấng bề trên.
Trong Thiên Chúa giáo, trong Mười điều răn của Thiên Chúa, điều thứ 6 và thứ 9: "Chớ làm sự gian dâm... Chớ ham muốn vợ chồng người" (Xuất hành 20,14,17). Tội gian dâm bao gồm quan hệ tình dục trước hôn nhân, mại dâm và ngoại tình, bị coi là hành vi đi ngược lại sự công chính của nước Trời. Chúa Giêsu xếp tội này chung với tội ngoại tình và là điều xấu xa nhất xuất phát từ lòng dạ con người, làm con người bị ô uế. Thánh Phaolô dạy: "Những kẻ dâm đãng, ngoại tình, trụy lạc... sẽ không được nước Chúa làm cơ nghiệp... việc quan hệ với đĩ điếm và tìm sự thỏa mãn tình dục bất chính dưới mọi hình thức đều làm nguy hại nặng nề tới mối quan hệ thần thánh giữa người Kitô hữu và Thiên Chúa." (Thư gửi giáo dân Côrintô 6,9,17,18).
Phật giáo cũng có tội "Tà dâm" (sự dâm dục phi lễ phi pháp). Quan hệ vợ chồng có cưới hỏi đủ lễ gọi là Chánh; ngoài ra, lén lút lang chạ khi chưa có danh phận đều gọi là Tà. Quan hệ tình dục trước hôn nhân, ngoại tình và loạn luân đều là tội tà dâm. Đức Phật Thích Ca dạy: "Kẻ ôm lòng ái dục cũng như kẻ cầm đuốc đi ngược gió, tất bị họa cháy tay. Kẻ say mê sắc dục như cá nuốt lưỡi câu, như thiêu thân bay vào đèn, tự dấn thân vào chỗ chết mà không hay biết". Mỗi người ai cũng muốn gia đình mình đầm ấm yên vui, vợ con đoan chính, vậy cớ sao lại đi phá hại gia cương, làm nhục nhã tông môn người khác, đưa vợ con người khác vào đường dâm loạn... Ai cũng có lòng dâm dục, nhưng giữ gìn không tà dâm mới là đạo đức làm người, chớ để nhân dục làm bại hoại luân thường đạo lý thì uổng cả kiếp người.

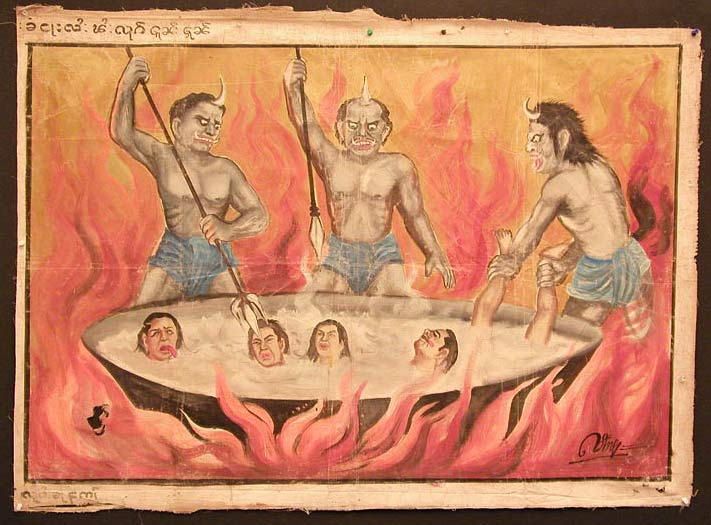
Tội nhân Tà dâm chịu quả báo trong Bát nhiệt địa ngục

Tà dâm sẽ gây ra một Nghiệp chướng, sẽ phải nhận lãnh quả báo dù ở kiếp này hay kiếp sau theo nguyên lý "Nhân quả tuần hoàn, tất có báo ứng". Nam nữ lén lút làm chuyện tà dâm, dù qua được mắt người đời chứ không thoát được mắt Trời. Sự lạc thú từ tà dâm chỉ là nhất thời, nhưng tội nghiệt mang lại thì to như núi, quả báo là nghiêm trọng nhất. Hành vi này Trời Đất căm giận, Quỷ Thần phẫn nộ, quả báo không sớm thì muộn sẽ ập tới. Nếu phạm lỗi, không chỉ kẻ đó gây họa lớn cho chính mình, mà còn mang tới bất hạnh cho gia đình: bị lây bệnh hay chết yểu, số thì mất chức vị; vợ chồng lục đục, cha mẹ đau buồn, con cái trở nên lẳng lơ phóng đãng, gia đình tan nát... Trong 18 Tầng Địa Ngục, kẻ tà dâm sẽ đọa vào "Dầu Oa Địa Ngục" (Ngục dầu sôi), bị dầu sôi đun nấu giống như dục vọng sôi sục trong cơ thể họ khi còn sinh thời, khi đầu thai sẽ bị đưa vào súc sinh giới vô tri chỉ biết sống theo bản năng, đúng như Luật Nhân-Quả: "Gieo Nhân nào gặt Quả nấy".
Đức Phật Thích Ca dạy, sự đau khổ trong địa ngục là ngoài sức mô tả. Một khi rơi vào ngục Vô Gián thì sẽ không còn đường ra nữa. Sự hưởng lạc phóng túng nơi nhân gian chỉ là rất ngắn ngủi, vì thế mỗi người không nên làm ngơ với những gì sẽ chờ đợi chúng ta ở thế giới bên kia. "Biết hổ thẹn để tự răn mình, thế gian ít người làm được. Nhưng người đã làm được, họ khéo tránh điều khổ nhục như ngựa hay khéo tránh roi da" - Một người khôn ngoan, nghe được Phật pháp nên hiểu rõ điều này mà chiêm nghiệm, giữ mình khỏi cám dỗ của dục vọng.

## Giá trị của trinh tiết

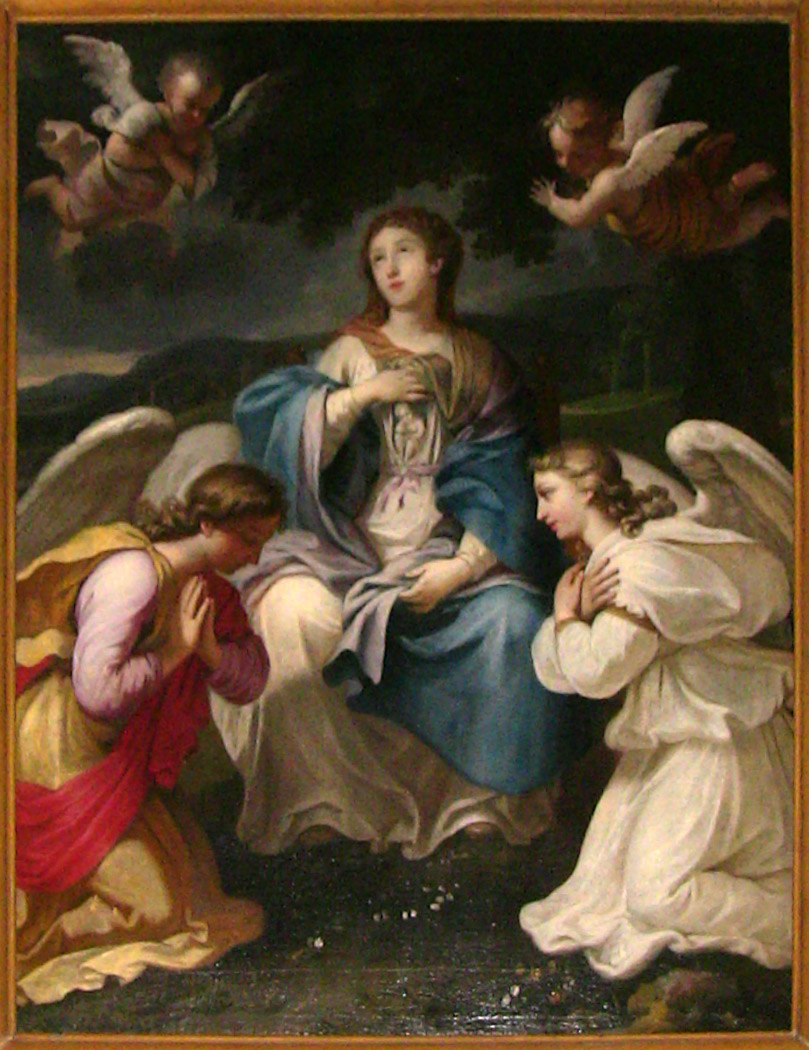
Đức Mẹ đồng trinh, biểu tượng của trinh tiết và Đức khiết tịnh ở phương Tây

Không phải ngẫu nhiên mà hầu hết các tôn giáo và dân tộc từ Đông sang Tây đều có khái niệm về trinh tiết và tôn vinh nó. Trinh tiết là biểu tượng của một tình yêu trong sáng, thủy chung, không bị chi phối bởi dục vọng xác thịt. Đây là một trong những giá trị Chân - Thiện - Mỹ mà dù ở thời đại nào thì con người cũng ca tụng và hướng tới.
Từ nửa cuối thế kỷ 20 tới nay, xã hội loài người có nhiều biến chuyển, lối sống cá nhân dần lấn át đời sống cộng đồng. Con người bị cuốn vào vòng xoáy của lối sống hưởng thụ, đề cao cái tôi vị kỷ, trong khi các giá trị tinh thần truyền thống gắn kết xã hội bị lãng quên. Nhiều giá trị khuôn phép đạo đức, trong đó có trinh tiết, bị đả phá là "cổ hủ, lỗi thời" bởi những người tự nhận là có "lối sống hiện đại, phóng khoáng". Họ muốn phá bỏ những chuẩn mực cũ để tự do thỏa mãn lối sống cá nhân mà không bị xã hội ràng buộc, lên án. Họ lầm tưởng thế là "văn minh, tiến bộ" mà không lường được rằng, sự đả phá và không tôn trọng các chuẩn mực xã hội có thể dẫn tới những hệ lụy gì. Mọi sự bất ổn xã hội, tha hóa đạo đức không phải là bộc phát, mà đều tuân theo "Quy luật Nhân-Quả". Khi con người chạy theo dục vọng cá nhân và coi nhẹ các giá trị cộng đồng, thì xã hội sẽ phải trả giá bằng sự bất ổn ngày càng gia tăng, đó là quy luật của mọi thời đại. Tỷ lệ ly hôn tăng cao, sự suy đồi trong quan niệm thẩm mỹ về tình yêu, sự dâm tục lấn át nền văn hóa, những bữa tiệc thác loạn, thanh thiếu niên quan hệ tình dục bừa bãi, lòng chung thủy ngày càng hiếm hoi... là những gì mà xã hội phải trả giá khi trinh tiết không được coi trọng đúng mức.
Nhiều người trong xã hội hiện đại thích lạm dụng "tự do cá nhân" để bào chữa cho hành vi của mình. Họ đã hiểu sai cái tự do đó. Tự do không phải là thoải mái làm những gì mình thích, mà tự do phải nằm trong khuôn khổ tôn trọng các chuẩn mực đạo đức xã hội. Nói như Jean-Jacques Rousseau: "Cái thảm kịch của giới trẻ, chính là họ tự đặt mình vào tình trạng không thể vâng lời vì sự tự do quá đáng." Ở phương Đông, Khổng Tử cũng có câu "Nhân bất học bất tri lý", hàm ý con người không lo tu dưỡng thì sẽ không biết giữ gìn lễ phép gia quy, phải trái trắng đen lẫn lộn, bị lòng dâm dục mị hoặc, nam chẳng lo hiếu nghĩa, nữ chẳng giữ tiết trinh.
Sống trong cơn lốc của kinh tế thị trường, giới trẻ mải chạy theo những giá trị vật chất mà không lo tu dưỡng những giá trị tinh thần cao đẹp, thay vào đó họ cứ lao đầu vào sự cạnh tranh, lối sống ích kỷ. Hệ quả tất yếu là tâm hồn họ trở nên chai sạn, chuẩn mực và lý tưởng sống lạc lối. Họ càng cố tranh đua, càng cố tìm cách thỏa mãn dục vọng thì lại càng thấy cuộc đời mình thật bế tắc, vô nghĩa. Tình trạng này lan rộng hiển nhiên sẽ kéo theo sự thụt lùi của các chuẩn mực xã hội cao đẹp. Nhiều người đã đúc rút: "Cuộc sống càng hiện đại bao nhiêu thì giới trẻ càng hư hỏng bấy nhiêu, con người càng làm nô lệ cho nhiều thứ chán nản, thất vọng. Khi đó họ muốn tìm đến với quan hệ tình dục dễ dãi, bừa bãi để khỏa lấp cho sự thất vọng đó".

Tượng đài Bà mẹ Nhật Bản trước đền Yasukuni, ca ngợi những bà mẹ Nhật Bản chung thủy, dù chồng đã hy sinh trong chiến tranh nhưng vẫn ở vậy nuôi con khôn lớn

Cái gọi là "tình yêu thời hiện đại", "yêu là phải có sex" được những người trẻ đó cổ xúy, nhưng đó không phải là tình yêu thật sự. Khi loài thú hoang muốn tình dục, nó ve vãn để chứng tỏ "tình yêu", nhưng sau khi thỏa mãn chữ "Tình", chúng quên ngay chữ "Yêu" và sẵn sàng dứt bỏ nhau. Đối với loài thú, tình dục chỉ là bản năng để thỏa mãn nhu cầu tính dục. Nhưng với con người, tình dục cần tuân theo những giá trị đạo đức, điều khiến chúng ta khác với thú vật. Bổn phận, trách nhiệm và hôn nhân là những yếu tố quan trọng đi kèm với tình dục. Những kẻ đã trở thành nô lệ cho ham muốn tình dục sẽ chỉ làm tiêu tan mất giá trị đích thực của tình yêu.
Giáo sư Lý Gia Đồng, Viện trưởng Đại học Thanh Hoa (Đài Loan) báo động về tình trạng nạo phá thai của giới trẻ: "Từ năm 1975, tôi đã giảng dạy trong suốt 33 năm. Trong hơn ba mươi năm nay, tôi đã chứng kiến khung cảnh sân trường thay đổi từ mộc mạc và đơn giản thành phóng túng buông thả. Sự phóng túng ở sân trường chúng ta [Đài Loan] vượt trội hơn ở vài quốc gia khác. Trước kia trong khuôn viên đại học, nền tảng quan hệ nam nữ khép trong phép giao thiệp lịch sự, họ tôn trọng lẫn nhau trong khuôn khổ tiền hôn nhân của thời yêu đương tình tứ, hàm súc nét đẹp tự nhiên thấp thoáng trong sự tự kềm chế của đôi bên. Đem vấn đề tình dục trước hôn nhân ra mà nói, trong quá khứ, bất kể xã hội Tây phương cũng như Đông phương, chuyện này đều không nên. Thế nhưng hiện tại ư... Sự biến động hỗn loạn về quan điểm giá trị xã hội, khiến con người có xu hướng thiên về "tiền tài", dùng đồ hiệu, chạy theo công danh lợi lộc; hơn nữa tốc độ truyền thông tin học nhanh chóng, những khoái cảm tình dục phóng túng cũng lại phơi bày một cách không ngừng. "Miễn sao tôi thích là được, không ai có quyền phải ngăn cản" - Thanh niên hùa theo sự biện hộ đó. Hậu quả là, những thanh niên vốn dĩ ngay thẳng trong sạch, hào khí sung sức và đầy nhiệt huyết, nhưng không có nền tảng đạo đức đúng đắn kềm chế, nên đưa chân sa lầy đắm thân vào xác thịt, hoặc là vì hành vi lỡ lầm trong quan hệ khác phái trước hôn nhân, dẫn đến hoàn cảnh mang thai túng quẫn... Trông thấy những gì xảy ra, chúng ta không khỏi lo ngại - Nền giáo dục của chúng ta đã có vấn đề gì? Có phải là chúng ta nên bảo giới trẻ cái gì nên làm và những gì không nên làm theo quan điểm đạo đức cơ bản. Chúng ta không muốn những học sinh trẻ tuổi phải suốt đời vấn vương một vết thương hổ thẹn trong lòng chẳng vứt bỏ được!"
Nhật Bản là một ví dụ điển hình cho tình trạng này. Nước Nhật vẫn được coi là tấm gương cho sự phát triển của châu Á, nhưng cái giá phải trả cho sự "Tây hóa" quá đà cũng không nhỏ. Suốt 100 năm với các biện pháp Âu hóa, cuối cùng nền văn hóa Nhật đã bị biến dạng đi rất nhiều. Hiện nước này đang bị đẩy vào "cơn bão sex" với đầy rẫy những nguy cơ. Trinh tiết đã bị loại bỏ khỏi những quan niệm truyền thống, phụ nữ Nhật trước kia nổi tiếng vì lòng chung thủy thì giờ đây mặc sức chạy theo những đam mê và dục vọng của mình, trong khi Quấy rối tình dục và quay lén phụ nữ đã trở thành "văn hóa nơi công cộng". Chuyện các nữ sinh phổ thông sẵn sàng bán dâm để lấy tiền mua quần áo, giày dép giờ đã không còn hiếm, và là nỗi nhức nhối của xã hội Nhật. "Không còn coi trọng sự trinh tiết, không còn sợ bị đánh giá vì tình dục bừa bãi, vậy cớ gì mà không thả lỏng mình ra trôi theo các cuộc vui để thỏa nhục dục" - Những hệ lụy đang ngày càng lớn và nghiêm trọng do người Nhật đang dỡ đi ngày càng nhiều những truyền thống đạo đức trong vấn đề tình dục.
Trong cuộc hội nhập, người Nhật đã giữ lại được khá nhiều những truyền thống văn hóa: các lễ hội, di tích lịch sử... nhưng họ lại "buông lơi" một thứ quan trọng đó là truyền thống văn hóa gia đình. Nhiều gia đình đã đánh mất nó bởi tư tưởng "giải phóng con người" được thực hiện quá nhiệt tình để rồi tự biến mình thành một phế phẩm của sự bắt chước không thành. Nó đã tạo nên một nền văn hóa sex Nhật mang đầy những thương tật, nó chỉ làm cho đạo đức xã hội thêm suy đồi bởi sự cổ súy cho những trò giải trí bệnh hoạn.
Thông qua các thống kê thực tế (xem bên dưới), có thể kết luận, Trinh tiết với ý nghĩa tinh thần và thông điệp sâu xa của nó, thực sự ảnh hưởng đến sự bền vững của hôn nhân và sự phát triển bền vững của xã hội.

### Quan hệ tình dục trước hôn nhân
Có những quan niệm đồng nhất tình yêu với tình dục. Họ cho rằng "yêu thì không cần lý trí, phải trao thân cho nhau mà không chút đắn đo". Một số còn cho rằng yêu thì phải quan hệ tình dục, phải có tình dục mới giữ được người yêu. Thực ra, để tình yêu bền vững thì sự hấp dẫn nhau lâu bền thông qua tâm hồn và trái tim đồng cảm mới là điều cần thiết, như Jean Lacordaire viết rằng "Tình yêu chân chính thì trong sạch, nó ở trong tim chứ không ở trong giác quan". Sự đòi hỏi thỏa mãn thể xác mà không đi liền với sự hòa hợp tâm hồn, nghĩa vụ trong tương lai (cụ thể là hôn nhân) thì không thể đem lại một tình yêu bền vững. Bởi vậy mới có câu nói: "Trái tim là khởi nguồn tình yêu, nhưng lý trí mới là thứ bảo vệ tình yêu". Một mối tình tan vỡ chỉ bởi không có tình dục, thì đó không phải là tình yêu mà chỉ là sự rung động giới tính nhất thời, hoặc lợi dụng tình yêu để thỏa mãn dục vọng mà thôi.
Khảo sát năm 2006 về "tình yêu sinh viên" ở Việt Nam cho thấy, chỉ có 26% các cặp đôi cho biết mức độ yêu là đủ nghiêm túc để có thể dẫn đến hôn nhân, 74% còn lại chỉ là do sức hấp dẫn giới tính đơn thuần - "thấy thích thì yêu". Ở 74% này, hành vi quan hệ tình dục (nếu xảy ra) chỉ là để thỏa mãn dục vọng, còn "tình yêu" chỉ là lý do giả tạo.
Nếu cặp vợ chồng từng quan hệ trước hôn nhân thì xem như đêm tân hôn không còn ý nghĩa thiêng liêng nữa, sự tôn kính nhau giảm đi rất nhiều. QHTD trước hôn nhân thường thực hiện lén lút, với tâm trạng căng thẳng nên không mang lại sự hưng phấn. Ngoài ra, có một thực tế mà rất ít bạn gái để ý là việc khi đã trao thân cho người yêu, cũng đồng nghĩa luôn với việc nhiều chàng trai sẽ nảy sinh nghi ngờ vì sự dễ dãi của cô ta. Họ sẽ không còn tin tưởng vào đức hạnh của cô ta nữa, bởi vì "cô ta dễ dàng trao thân cho mình thì cũng sẽ dễ trao thân cho kẻ khác", dẫn tới sự rạn nứt trong tình cảm. Bên cạnh đó, có rất nhiều trường hợp đàn ông "Sở Khanh" sẽ bỏ rơi bạn tình sau khi đã chiếm đoạt được trinh tiết cô gái. Dù quan điểm xã hội có thoáng đến đâu, thì trinh tiết và đức hạnh vẫn luôn là những tiêu chí quan trọng trong việc đánh giá một người phụ nữ. Những người phụ nữ có đủ bản lĩnh để giữ gìn trinh tiết tới khi kết hôn luôn được người chồng tôn trọng và đánh giá cao hơn những phụ nữ không làm được điều đó.
Có những bạn trẻ tôn sùng sex với suy nghĩ hời hợt đó là "chuyện nhỏ" giống như ăn uống hàng ngày, nghĩ rằng mình là "người trẻ hiện đại" thì phải "thoáng", phải "học theo Tây" trong những nhu cầu "bản năng" như thế. Thực ra, văn hóa phương Tây cũng rất nghiêm túc trong vấn đề này chứ không hề buông tuồng như họ vẫn nghĩ. Sự học đòi, a dua theo "lối sống Tây" một cách thiếu hiểu biết khiến tình yêu đang dần mất đi ý nghĩa đích thực của nó. TS tâm lý Nguyễn Thị Kim Quý cho rằng: "Đây là một hiện tượng xuống cấp về đạo đức của xã hội. Khi cái tôi cá nhân được đề cao thái quá thì chuyện tình dục thoáng sẽ xảy ra. Đã là con người thì không thể tách rời khỏi xã hội. Khi bản năng không được kiềm chế, con người bản năng thắng thế thì xã hội sẽ suy thoái, sống theo bản năng, phần "con" nhiều hơn phần người".

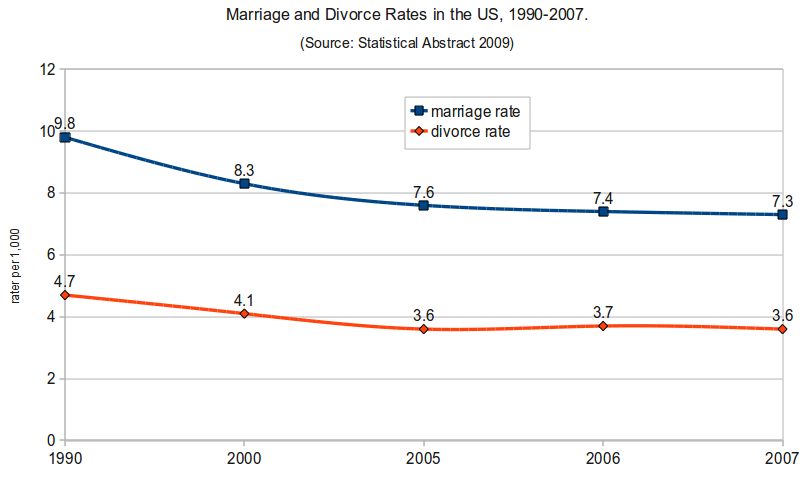
Tỷ lệ ly hôn của Mỹ giai đoạn 1990-2007 đã tăng tới mức 50%, trong khi tỷ lệ kết hôn ngày càng giảm

Trong bối cảnh hiện nay, sự ảnh hưởng của lối sống phương Tây khiến truyền thống coi trọng trinh tiết trong giới tẻ Việt Nam bị suy yếu. Tiến sĩ Việt Nam học Vladimir Mazyrin đã phát biểu tại trường Đại học Tổng hợp Moskva như sau: "Ảnh hưởng ngày càng tăng của nền văn minh và lối sống phương Tây đến thanh niên Việt Nam đe dọa phá hủy sự ổn định của xã hội Việt Nam. Những giá trị phương Tây và văn hóa của họ đã thâm nhập vào xã hội Việt Nam thông qua truyền thông, Internet cũng như những công nghệ thông tin hiện đại. Giới trẻ đang đánh mất hứng thú trong việc tích cực học tập và lao động, đã xuất hiện việc coi thường pháp luật và suy yếu trật tự xã hội. Trong xã hội hình thành rõ xu hướng tổn hại các giá trị gia đình và các mối quan hệ. Đó là tự do tình dục với kết quả gần 300.000 ca phá thai hàng năm trong số trẻ vị thành niên. Việc tiêu xài hoang phí và theo đuổi những lợi ích vật chất là những nét hoàn toàn không đặc trưng cho những người Việt Nam cần kiệm... Nền tảng xã hội, truyền thống và văn hóa Việt Nam đang dần dần bị hủy hoại, làm gia tăng nguy cơ khó kiểm soát trong lĩnh vực chính trị - xã hội và sự mất ổn định, điều đóng vai trò chính yếu trong sự phát triển thành công của đất nước"
Hiện nay, nhiều trào lưu đang du nhập, nếu không biết tiếp thu có chọn lọc tốt-xấu thì sẽ gây ra những hệ lụy khôn lường, đạo đức sẽ ngày một suy đồi. Quan niệm dễ dãi về tình dục đang làm tổn hại đến truyền thống tốt đẹp ngàn đời của văn hóa Việt Nam, đó là: tôn trọng lễ nghĩa Gia phong, nét đẹp trong sáng thùy mị của người con gái. Quan hệ tình dục trước hôn nhân khiến tình dục mất hết giá trị thiêng liêng, trở thành một "thú chơi" mang tính bản năng, và sau những cuộc chơi đó chỉ cho thấy sự trống rỗng, vô nghĩa của cuộc đời mình.
Về sinh lý học, khoa học đã chứng minh rằng: tình yêu là kết quả của phản ứng hóa học và hormone trong não. Ở những cặp đôi đã quan hệ tình dục, não tiết ra amphetamine và dopamine gây hưng phấn, nhưng trạng thái "yêu mãnh liệt" này sẽ nhanh chóng nguội tắt khi não không tiết đủ lượng hormone nữa. Tiến sĩ Cindy Heizen của trường đại học Kornella đã kết luận là "tình yêu mãnh liệt" chỉ tồn tại được 18-30 tháng sau lần quan hệ tình dục đầu tiên, sau đó đôi tình nhân sẽ thấy nhàm chán nhau. Ngược lại ở những đôi giữ gìn trinh tiết và chú trọng đến sự hòa hợp tâm hồn, não tiết ra Serotonin tạo cảm giác tin cậy và bền vững. Theo Helen Fisher, "tình yêu trong sáng" dạng này sẽ sâu sắc và lâu bền hơn nhiều. Câu nói của dân gian "Cả thèm chóng chán", "Tình càng cháy mạnh thì càng sớm tàn" thực sự có cơ sở khoa học của nó.
Về tâm lý học, nhiều phụ nữ dù đã kết hôn nhưng vẫn không thể quên được bạn tình cũ và thường ngầm so sánh họ với chồng mình, dẫn tới nguy cơ ngoại tình tăng lên. Nhiều người khác thì cảm thấy day dứt, tội lỗi, và lo ngại nếu con cái biết được quá khứ của mình thì chúng sẽ không còn tôn trọng và nghe lời họ nữa. Ngược lại, đàn ông có thể tuyên bố không coi trọng trinh tiết của vợ, nhưng thực sự không ai có thể quên được việc vợ mình từng ăn nằm với kẻ khác. Nhưng thực tế, chẳng có mối tình nào mãi mặn nồng, sau vài năm chung sống, tình yêu ban đầu sẽ phai nhạt, sự ám ảnh đó sẽ trở lại và khiến người chồng càng có thêm lý do để coi thường và chán ghét vợ, góp phần làm rạn nứt thêm quan hệ vợ chồng. Ngược lại những cặp vợ chồng giúp nhau gìn giữ trinh tiết cho tới hôn lễ luôn tỏ ra tự hào và thêm gắn bó vì họ đã chứng tỏ được sự tôn trọng nhau, cùng nhau vượt qua được cám dỗ dục vọng.

#### Thống kê
Những phụ nữ chấp nhận quan hệ tình dục trước hôn nhân có thể chia làm 2 dạng: hoặc là dễ bị cảm xúc nhất thời làm lấn át lý trí và suy tính cho tương lai, hoặc là coi nhẹ giá trị đạo đức trong tình yêu và hôn nhân (so với những cô gái có ý thức giữ gìn "lần đầu tiên" cho người chồng tương lai). Dù thuộc dạng nào thì đó cũng là nguy cơ khiến đời sống tình cảm và hôn nhân của họ có xu hướng kém bền vững cũng như ít có khả năng hạnh phúc hơn. Các thống kê ở Mỹ đã chứng minh: "Quan hệ tình dục trước hôn nhân đồng nghĩa với sự đánh đổi cơ hội hạnh phúc trong tương lai":
- Những cặp đôi có quan hệ tình dục trước hôn nhân thường dùng tình yêu làm lý do biện minh cho hành động này. Nhưng thực tế 80% các cuộc tình này sẽ không kéo dài quá 6 tháng, do vậy thực ra không có cái gọi là "tình yêu" ở đây, mà đó chỉ là sự biện hộ cho đam mê xác thịt theo lối bản năng.[11] Ngược lại, những cặp tình nhân không quan hệ tình dục thực sự có mối quan hệ tốt hơn so với những cặp đã có quan hệ tình dục trước hôn nhân, điều này đúng trên cả bốn phương diện của mối quan hệ và với cả nam lẫn nữ[12].
- Những cô gái có quan hệ tình dục sớm, sau này có 30% li dị trong 5 năm đầu, và 47% li dị trong 10 năm đầu hôn nhân. Với các cô gái có ý thức giữ gìn trinh tiết, thì tỷ lệ này giảm tương ứng còn 15% và 27%. Nghiên cứu của Tạp chí Tâm lý học gia đình Mỹ cho thấy: các cặp vợ chồng giữ gìn trinh tiết tới khi kết hôn có tỉ lệ hạnh phúc cao hơn 22%, tỉ lệ hài lòng trong tình dục cao hơn 15%, tỉ lệ hòa hợp quan điểm cao hơn 12% so với các cặp đã quan hệ trước hôn nhân.[13] 56% phụ nữ giữ gìn trinh tiết cho rằng họ "rất hạnh phúc" sau khi kết hôn, trong khi chỉ có 37% phụ nữ có quan hệ tình dục trước hôn nhân cảm thấy điều này.[14]
- So với các cô gái giữ gìn trinh tiết, những cô gái quan hệ tình dục trước hôn nhân có khả năng bị bệnh hoa liễu cao gấp 1,5-10 lần, khoảng 5-42% sẽ nhiễm bệnh hoa liễu ít nhất 1 lần (tùy theo số bạn tình). 30% sẽ phải phá thai (gấp 4 lần), gần 40% sẽ sinh con ngoài giá thú, 30-57% sẽ trở thành mẹ đơn thân (gấp 4-8 lần). 7% sẽ bị trầm cảm (cao gấp 3 lần), ít hơn 1/3 cảm thấy hạnh phúc khi ở tuổi 20 và hơn một nửa sẽ ly dị trước tuổi 30.[14]

- Cuộc điều tra của Tổ chức ngăn ngừa mang thai tuổi vị thành niên Mỹ (từ 12-19 tuổi) cho thấy: 77% nữ sinh và 60% nam sinh đã từng quan hệ tình dục tỏ ra hối hận và ao ước mình chưa từng quan hệ. 88% mong muốn truyền thông cảnh tỉnh nhiều hơn về những hậu quả của tình dục sớm như mang thai, bệnh truyền nhiễm. 85% đồng ý rằng tình dục chỉ nên xảy ra trong mối quan hệ gắn với nghĩa vụ dài hạn là hôn nhân[15]
- Một nghiên cứu có tên Sex Education in America (Giáo dục giới tính tại Mỹ) do Đại học Harvard tiến hành năm 2003 đối với người dân Mỹ, có 50% số người đồng ý rằng tình dục trước hôn nhân là không đúng về mặt luân lý, 83% đồng ý rằng đó là điều tội lỗi. 63% đồng ý rằng quan hệ tình dục trước hôn nhân của thanh thiếu niên là sai về mặt đạo đức, trong khi số người không đồng ý chỉ 35%, có 77% đồng ý rằng điều này là tội lỗi. Có gần 50% số người Mỹ cho rằng dù ở độ tuổi nào cũng cần phải chờ đến khi kết hôn thì mới quan hệ tình dục.[16]
- Đặc biệt đối với phụ nữ, những người đã quan hệ tình dục trước hôn nhân sẽ ít có khả năng chung thủy hơn những người giữ gìn trinh tiết. Họ thường mong nhớ về bạn tình cũ, thích so sánh chồng mình với những người đàn ông khác, và họ cũng thành thạo hơn trong việc tìm kiếm nhân tình mới ngoài chồng mình, nên sẽ có tỉ lệ ngoại tình cao gấp 2 lần những người giữ gìn trinh tiết trước hôn nhân. Phụ nữ quan hệ tình dục trước hôn nhân càng sớm, càng nhiều thì tỷ lệ ngoại tình sẽ càng cao, hơn nữa số bạn tình cũng tăng lên. Ở Mỹ, những phụ nữ mất trinh tiết ở tuổi 16 trung bình sẽ có 8 bạn tình trong suốt cuộc đời, cứ 4 năm sẽ có thêm 3 nhân tình mới. Trong khi với những phụ nữ giữ trinh tiết đến khi kết hôn (23-25 tuổi), con số này giảm còn 2,7 bạn tình trong suốt cuộc đời.[14]

Kaká, cầu thủ bóng đá Brasil, Quả bóng vàng châu Âu 2007, tự hào rằng mình vẫn còn là trai tân cho tới ngày cưới. Trả lời phỏng vấn tờ Vanity Fair, Kaká hãnh diện cho biết: "Tôi và Caroline quyết định giữ cho nhau đến ngày đám cưới. Kinh Thánh dạy rằng đó mới chính là tình yêu đích thực. Sự thật là chúng tôi đã có đêm tân hôn thực sự có ý nghĩa". Kaká tin rằng kiêng sex trước hôn nhân là điều đúng đắn, và anh nhắn gửi tới tất cả mọi người nên làm theo: "Tôi tự cho mình là một tấm gương tốt. Nhiều người nói rằng sau khi kết hôn, họ chán ngấy cuộc sống tình dục với bạn đời, vì họ đã "no xôi chán chè" từ trước rồi. Tôi và vợ tôi không như vậy. Tôi yêu cô ấy, và chúng tôi đều nghĩ đáng để chờ đợi một điều thiêng liêng trong đêm động phòng... Tôi nghĩ mọi người cần tránh việc quan hệ tình dục trước khi cưới".

### Sống thử
Những cặp nam nữ "sống thử" có tỉ lệ ngoại tình cao gấp 4 lần so với những cặp vợ chồng thực sự, chất lượng đời sống thể chất và tình cảm cũng thấp hơn. Họ thường đến nhanh theo kiểu "tình yêu gấp gáp", tình dục là lý do chính thôi thúc họ sống thử. Vì vậy nếu xảy ra xung đột hoặc vỡ mộng, họ sẵn sàng chia tay, nên nó không có tính bền vững.
Những người ủng hộ sống thử cho rằng cái gì có thử cũng hơn, chẳng hạn đi mua xe cũng cần chạy thử. Tuy nhiên, hôn nhân là một nghĩa vụ lâu dài và thiêng liêng chứ không phải một đồ vật. Các cặp vợ chồng chính thức thường cố gắng điều chỉnh để hợp nhau vì họ được gắn kết bởi nghĩa vụ gia đình lâu dài. Trong khi đó, các cặp sống thử mang sẵn tâm lý "thử" - tức chỉ kiểm tra xem có hợp nhau không, mà không bị ràng buộc bởi nghĩa vụ, nên nếu thấy thất vọng họ rất dễ bỏ cuộc. Thực ra, những mối quan hệ tốt đẹp phải dựa trách nhiệm với bạn đời, sự hiểu biết và trao đổi lẫn nhau về mặt xã hội, đạo đức, trí tuệ và nhiều thứ khác chứ không chỉ là tình dục.
Tại Hoa Kỳ, nghiên cứu của đại học Columbia cho biết chỉ có 14% các cặp đi đến hôn nhân chính thức sau sống thử. Số 14% này cũng thường bất hòa, không có hạnh phúc. Tờ Psychology Today công bố kết quả nghiên cứu của nhà xã hội học Neil Bennett, đại học Yale cho biết những đôi kết hôn sau thời gian sống thử có tỷ lệ ly dị trong 5 năm đầu cao hơn 80% so với những đôi kết hôn mà trước đó không sống thử. Quá trình chung sống cũng ít hạnh phúc hơn, bởi họ thường phàn nàn về người bạn đời thay đổi quá nhiều từ khi chuyển sang "sống thật". Những phụ nữ đã sống thử trung bình chỉ 3,3 năm sau khi kết hôn đã có ngoại tình với người khác.
Về hậu quả xã hội lâu dài, con cái của các cặp sống thử có tỷ lệ ly hôn cao hơn trung bình tới 170%, và gặp nhiều vấn đề xã hội và tình cảm (lạm dụng ma túy, trầm cảm, bỏ học, yêu đương sớm), nguy cơ bị lạm dụng tình dục hoặc tình cảm cao gấp 3 lần. Viện Giá trị Hoa Kỳ kết luận: "Việc sống thử gia tăng là mối đe dọa tiềm ẩn đối với chất lượng và tính ổn định của đời sống con cái trong các gia đình ngày nay"..
Tại Việt Nam, do ảnh hưởng từ cách mạng tình dục thập niên 1970 tại phương Tây tràn vào, cùng sự thiếu kiến thức xã hội và định hướng cho tương lai, nên tình trạng quan hệ tình dục và "sống thử" trước hôn nhân ở giới trẻ đang tăng cao. Nhiều bạn trẻ dễ dãi, cho rằng việc đó là bình thường, họ suy nghĩ đơn giản rằng chỉ là "thử" thì sẽ không gây hậu quả gì. Một số khác thì sống thử chỉ vì a dua theo bạn bè. Đồng thời, do ảnh hưởng của "yêu nhanh sống gấp", một số bạn trẻ quan niệm về tình yêu "rất hiện đại" hay còn gọi "tình yêu tốc độ", rằng yêu thì cần "hết mình" mà không cần phải suy tính cho tương lai. Họ thích một cuộc sống hưởng thụ, không cần tôn trọng chuẩn mực đạo đức của cộng đồng, không coi trọng giá trị của đời sống gia đình. Theo TS tâm lý học Trương Thị Bích Hà: "Do đến với nhau chỉ vì tò mò, vì tiết kiệm, vì người khác sống thử thì mình cũng sống thử và chỉ để thỏa mãn dục vọng nhất thời. Mặt khác, sự du nhập văn hoá thực dụng làm giới trẻ chạy theo "tây hoá" mà không còn biết đến nền tảng đạo đức của con người".
Với 300.000 ca độ tuổi 15-19 trong năm 2013, Việt Nam có tỷ lệ nạo phá thai ở tuổi vị thành niên cao nhất Đông Nam Á và đứng thứ 5 trên thế giới. Con số này cho thấy ngoài vấn đề giáo dục đạo đức thì giáo dục giới tính, tình dục và sức khỏe sinh sản cho tuổi vị thành niên cũng quan trọng không kém. Theo thống kê tại Việt Nam thì sống thử trước hôn nhân, đặc biệt là ở sinh viên, có trên 90% các cặp đôi tan vỡ, bởi họ chưa có khả năng tự quyết định cuộc sống của mình, chưa có công ăn việc làm ổn định. Khảo sát năm 2006 cho thấy, 56% sinh viên cho biết hiện đang có người yêu, nhưng chỉ có 26% trong số họ cho biết mức độ yêu là nghiêm túc để có thể dẫn đến hôn nhân, do vậy khi gặp vấn đề trở ngại thì khả năng tan vỡ mối tình là rất cao.
Phần lớn cũng không lường trước những hậu quả để lại nên sau khi tan vỡ, hậu quả phần lớn thuộc về các bạn nữ. Về sức khỏe, họ có nguy cơ mắc bệnh lây truyền qua đường tình dục, các viêm nhiễm đường sinh sản, nạo thai dẫn đến tai biến như vô sinh, ung thư... Về tâm lý, sau cú sốc họ sẽ trở nên chai sạn, mất niềm tin vào tình yêu và hôn nhân. Nhiều người khác thì trở nên buông thả, vì không còn trinh tiết để giữ gìn nữa nên họ sẵn sàng quan hệ tình dục bừa bãi với nhiều người khác.

### Trinh tiết tại phương Tây

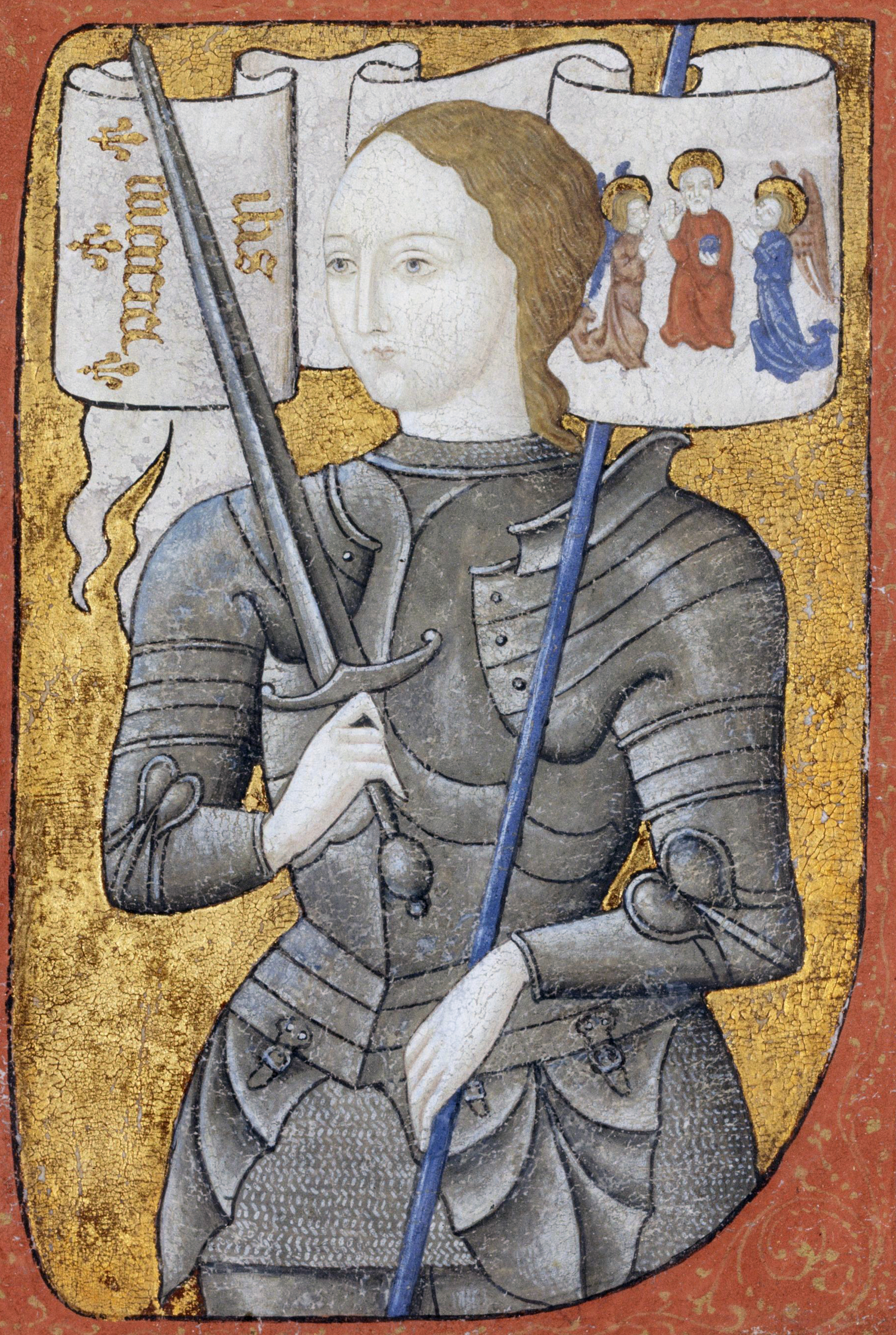
Trinh nữ Joan of Arc, anh hùng dân tộc của Pháp.

Ở phương Tây, cho tới giữa thế kỷ 20, trinh tiết cũng rất được các nền văn hóa coi trọng chứ không như nhiều người vẫn lầm tưởng. Mười điều răn của đạo Thiên Chúa có 3 điều liên quan tới trinh tiết và sự chung thủy. Hình ảnh các trinh nữ luôn được tôn vinh trong văn học, nghệ thuật, hội họa... Trinh nữ được xem là biểu tượng của sự thuần khiết, là tuyệt tác của Chúa trời chưa bị trần gian làm vấy bẩn. Chiếc váy cưới truyền thống phương Tây mang màu trắng là để tôn vinh sự trong trắng, trinh bạch của cô dâu trong ngày cưới. Nhiều trinh nữ đã được tôn làm thánh như Đức Mẹ đồng trinh, Joan of Arc...
Tuy nhiên gần đây, nhân danh "giải phóng phụ nữ", cách mạng tình dục bùng nổ vào thập niên 1970, con người hướng đến tình dục nhiều hơn là tình yêu, sự thoả mãn thể xác hơn là các nghĩa vụ đạo đức và tinh thần. Theo trào lưu này, giá trị của trinh tiết bị xem nhẹ, bị nhiều người coi là lỗi thời, thậm chí bị quy kết là "xiềng xích trói buộc phụ nữ". Những giá trị đạo đức truyền thống bị xói mòn bởi chủ nghĩa thực dụng, sùng bái vật chất, kéo theo đó là cả một hệ lụy xã hội.
Một khảo sát vào năm 2011 cho thấy 85% người Mỹ chấp nhận vấn đề tình dục trước hôn nhân. Nhiều ngôi sao nhạc pop từ Britney Spears, Jessica Simpson, the Jonas Brothers, Miley Cyrus, cho tới Justin Bieber đã tuyên bố sẽ giữ gìn trinh tiết để làm tấm gương tốt cho thanh niên, nhưng trên thực tế thì khác hẳn.. Theo nhà báo Jill Filipovic thì 95% người Mỹ không đợi cho tới ngày làm đám cưới, mặc dù đó là giá trị lâu đời của nước Mỹ. Cũng như nhiều người phương Tây hiện nay, Filipovic cho rằng tình dục làm cho con người hạnh phúc hơn tiền bạc, giúp sống lâu hơn, dễ ngủ hơn, giải quyết vấn đề căng thẳng vì tâm lý hay sinh học, hệ miễn dịch và tim hoạt động tốt hơn, trên căn bản đồng tình và sự vui thú của đôi bên....
Tuy vậy, trái với quan điểm của Jill Filipovic, khảo sát thực tế tại Mỹ năm 2011 cho thấy việc quan hệ tình dục trước hôn nhân làm giảm đáng kể sự bền vững và hạnh phúc trong đời sống hôn nhân sau này. Những cặp đôi trì hoãn quan hệ tình dục thực sự có mối quan hệ tốt hơn so với những cặp có quan hệ tình dục trước hôn nhân, điều này đúng trên cả bốn phương diện của mối quan hệ và với cả nam lẫn nữ. Cuộc điều tra quốc gia về gia đình năm 1991 cho thấy rằng: phụ nữ có quan hệ tình dục trước hôn nhân phải đối mặt với nguy cơ đổ vỡ hôn nhân cao hơn đáng kể so với những phụ nữ còn trong trắng tới khi kết hôn
Sau 30 năm trải nghiệm, ngày nay phương Tây nhận ra rằng xã hội đang gặp phải những vấn đề nghiêm trọng: tỉ lệ ly hôn đã tăng nhanh, các giá trị gia đình trở nên lỏng lẻo, tình cảm nhạt nhoà, thanh thiếu niên hư hỏng, quan hệ tình dục bừa bãi... Hàng triệu người phương Tây chọn sống cô đơn vì không còn tin tưởng vào tình yêu và hôn nhân, tỷ lệ sinh giảm mạnh trong khi tỷ lệ con ngoài giá thú tăng vọt, nòi giống tương lai trở nên đáng báo động. "Hạt cơ bản" - cuốn tiểu thuyết nổi tiếng của Michel Houellebecq kết luận: "Tình dục đã trở nên thảm hại", văn minh phương Tây xuống dốc từ cách mạng tình dục mà cứ tưởng đang giải phóng phụ nữ. Thoả mãn tình dục một cách dễ dãi chỉ đưa đến trống rỗng và bế tắc. Các triết gia cổ kim từ lâu đã nhận ra rằng, khi con người sống thiếu kiềm chế và coi nhẹ các giá trị đạo đức, thì xã hội sẽ phải trả giá bằng sự bất ổn ngày càng gia tăng..
Nhà văn Nga nổi tiếng Yuri Bondarev thì nhận xét: "Tình yêu - một trong những trạng thái tình cảm thiêng liêng, thánh thiện mà nhân loại đã nhận được và đã đặt vào đó một nội dung tình cảm và thể xác trong sáng nhất bị thay bằng từ "sex" tầm thường và hời hợt. Sự dâm ô hiện nay ngự trị tuyệt đối trên truyền hình, sân khấu, văn học. Có biết bao những vụ sát nhân, những sự đồi bại ghê tởm, những điều quái dị mà chúng ta nhìn thấy trên màn ảnh nhỏ! Con cái chúng ta đang bị hư hỏng, nhân dân ta một thời vốn cực kì trong sáng đang bị trụy lạc hoá một cách trắng trợn."

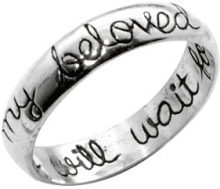
Nhẫn trinh tiết

Mặt khác, sự xuất hiện của virus chết người AIDS vào những năm 1980 đã giáng cú đòn mạnh vào tự do tình dục. Các nhóm tôn giáo cho rằng đó chính là sự cảnh cáo của Chúa Trời trước sự dâm loạn của con người, nỗi sợ hãi này đã được kết lại bằng một lá thư trên tờ tạp chí Time năm 1988, là một lời kêu gọi trở về với "Chúa Trời – nỗi sợ hãi - tìm về tiêu chuẩn đạo đức của ngày hôm qua".
Ngày nay giá trị của trinh tiết đang dần được phương Tây tôn vinh trở lại. Khảo sát Quốc gia 2008 tại Mỹ cho thấy 28% những người được phỏng vấn không tham gia bất cứ hình thức quan hệ tình dục nào, tăng 6% so với năm 2002, có 29% thiếu nữ (so với 27% nam) cho biết, họ vẫn còn trinh trắng trước khi kết hôn. Ngành "công nghiệp trinh tiết" đang bùng nổ với những sản phẩm như trang sức, quần áo, CD, áo sơ mi... liên quan tới chủ đề giữ gìn trinh tiết
Từ năm 1998, ở Mỹ có Vũ hội trinh tiết là nơi các ông bố đưa con gái đến khiêu vũ, ký vào bản giao kèo và đọc to lời hứa trước Chúa sẽ bảo vệ, gìn giữ trinh tiết cho tới lúc kết hôn.. Nhóm tình nguyện có tên True Love Waits đã kêu gọi được 2,4 triệu thanh niên Mỹ tham gia ký vào tấm thiệp có chữ: "Tin tưởng rằng tình yêu đích thực sẽ chờ đợi, tôi xin thề trước Chúa, trước bản thân, gia đình và bạn đời tương lai, tôi sẽ giữ gìn trọn vẹn trinh tiết đến khi kết hôn", hoặc Thi-thiên 51:10 trong Kinh thánh: "Đức Chúa Trời hỡi! Xin hãy dựng nên trong tôi một lòng trong sạch, và thanh tẩy trong tôi một tinh thần ngay thẳng". Chính phủ Mỹ đã chi 1 triệu USD để thúc đẩy phong trào này, cũng như sản xuất những chiếc "Nhẫn trinh tiết" để giới trẻ đeo biểu trưng cho lời cam kết.
Bác sĩ Đỗ Hồng Ngọc, ĐH Y Phạm Ngọc Thạch, Thành phố Hồ Chí Minh cho biết, trong khi nhiều bạn trẻ Việt Nam ào ào "sính ngoại" thì ở nhiều nước tiên tiến lại đang có xu hướng quay về với kiểu yêu "cổ điển". Họ dành cho nhau những giây phút lãng mạn, những buổi dạo chơi ở đồng quê, tâm sự dưới đêm trăng và "nói không với quan hệ tình dục".

### Việt Nam
Người Việt Nam từ xa xưa đã coi trọng vấn đề trinh tiết của phụ nữ. Trong Truyện Kiều, Nguyễn Du có câu "Chữ trinh đáng giá nghìn vàng", hay nhân vật Thúy Kiều có những câu nói với Kim Trọng (người yêu của nàng) như:
Đã cho vào bậc bố kinh
Đạo tòng phu lấy chữ trinh làm đầu.
Ra tuồng trên bộc trong dâu.
Thì con người ấy ai cầu làm chi
hoặc:
"Chữ trinh còn một chút này,
Xin anh cầm vững đừng giày nát tan".
Ngoài ra ca dao, tục ngữ còn có những câu như:
Gái khôn tránh khỏi đò đưa

Trai khôn tránh khỏi vợ thừa người ta
hoặc nhân vật Lục Vân Tiên của cụ Nguyễn Đình Chiểu, vốn tiêu biểu cho những bậc nam nhi trọng lễ nghĩa, có câu nói với nàng Kiều Nguyệt Nga như sau:
Trai thời trung hiếu làm đầu

Gái thời tiết hạnh làm câu trau mình

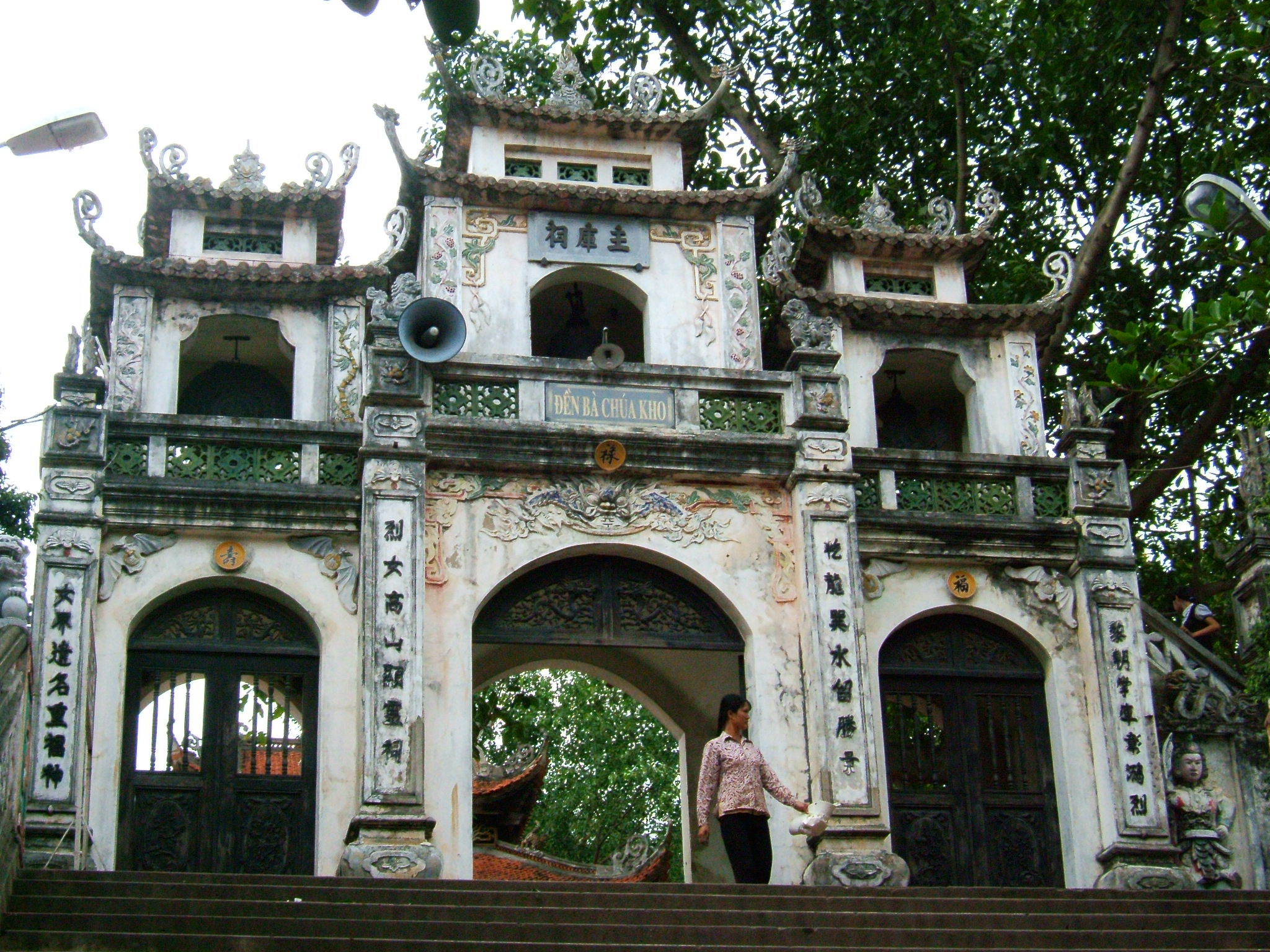
Đền thờ Bà Chúa Kho, một tiết phụ trong lịch sử Việt Nam

Trước kia, Bộ Lễ của các triều đình định kỳ ban thưởng tấm bảng có 4 chữ Tiết hạnh khả phong (Tiết: Chí khí cứng cỏi. Hạnh: tính nết, đức hạnh. Khả: cho nên. Phong: phong thưởng) cho những phụ nữ có đức hạnh và có lòng chung thủy với chồng đã chết, để làm gương tốt cho dân chúng noi theo. Lễ rước biển có trống đánh và kèn thổi, đám rước sẽ dừng lại trước nhà thờ họ chồng để tiết phụ lễ bái tổ tiên nhà chồng, sau đó đám rước có thêm nhiều đám tháp tùng và cùng tiến về nhà thờ họ. Trên đường đám rước đi qua, ở đầu mỗi làng đều có thiết lập hương án cung kính đón chào, khắc ghi cho đông đảo người xem một ấn tượng khó phai mờ về sự tôn vinh mà xã hội dành riêng cho tiết hạnh của người quả phụ. Bản thân người tiết phụ được người dân tôn kính, còn gia tộc 2 bên nội ngoại đều vô cùng tự hào vì đã làm rạng rỡ gia phong tổ tiên. Tấm biển sẽ lưu lại nhà thờ họ, để gia tộc người tiết phụ lấy đó làm tấm gương răn dạy con cháu về phẩm chất "Tam tòng tứ đức, thủ tiết thờ chồng". Hiện ở Việt Nam vẫn còn nhiều dòng họ lưu giữ được những tấm bảng có từ hàng trăm năm trước, truyền giữ suốt hàng chục thế hệ, được coi là bảo vật gia tộc để răn dạy con cháu về thuần phong mỹ tục tốt đẹp của tổ tiên.
Sử thần Ngô Sĩ Liên viết: "Công chúa Thiều Dương nghe tin Thái Tông băng, kêu gào mãi rồi chết; Lê thị nghe tin chồng chết, không ăn mà chết; Mỵ Ê phu nhân tiết nghĩa không thờ hai chồng, nhảy xuống sông mà chết; vợ Ngô Miễn là Nguyễn Thị không phụ nghĩa chồng, cũng nhảy xuống sông chết theo chồng. Mấy người này đức hạnh thuần hiếu, trung trinh tiết liệt, trên đời thực không có nhiều. Các vua đương thời nêu khen họ để khuyến khích đời sau thực là phải lắm!"
Lịch sử Việt Nam ca ngợi nhiều tấm gương phụ nữ tiết hạnh. Ví dụ như:
- Bà Chúa Kho, tên thật là Lý Thị Châu (? - ?), tục gọi là Châu Nương, là một viên quan nhà Trần (1225-1400). Năm 22 tuổi, bà về làm vợ một viên Thái bảo họ Trần (không rõ tên), làm chức Đốc bộ ở Châu Hoan (nay là Nghệ An & Hà Tĩnh). Cuối tháng 12 năm 1287, quân Nguyên chia làm 3 cánh tiến đánh Đại Việt. Thái bảo Trần được lệnh chặn địch ở phía sông Hồng, và ông đã tử trận sau nhiều ngày cầm cự để vua quan cùng quân sĩ rút lui an toàn. Nghe tin chồng mất, kinh thành sắp thất thủ, Lý Thị Châu cố nén đau thương để làm nhiệm vụ, bà sai quân chuyển kho, cất giấu của cải và lương thực. Khi mọi chuyện đã thu xếp xong, bà lấy khăn hồng thắt cổ tự vẫn để giữ gìn tử tiết. Quyển Thần phả lưu giữ ở đình Giảng Võ chép: "Bà được phong là Chủ Khố Phu Nhân... nhà vua truyền dựng đền thờ Bà ngay trong khu kho để nước nhà thờ cúng... lại truyền cho phường Võ Trại tu sửa lại cung doanh để thờ tự, lấy nơi ở cũ làm đền thờ chính. Còn nhiều nơi cũng được lập thờ Bà... Bà được cấp 13 đạo sắc phong."
- Nhà Hồ mất nước vào tay giặc Minh, Hành khiển tham tri chính sự Ngô Miễn, trực trưởng Kiều Biểu nhảy xuống nước tuẫn quốc. Khi Miễn chết, vợ là Nguyễn thị ngửa mặt lên trời than rằng: "Chồng ta thờ chúa, một đời ăn lộc, ngày nay giữ tiết nghĩa mà chết, thế là chết xứng đáng, còn oán hận gì nữa? Nếu thiếp muốn sống cho qua ngày, chẳng lẽ lại không còn chỗ đến nữa hay sao? Nhưng đạo chồng, ơn vua, một chốc mà phụ bạc thì thiếp không nỡ nào! Chi bằng, xin theo nhau!" Nói xong, bà cũng nhảy xuống nước tuẫn tiết theo chồng.
- Bà Nguyễn Thị Kim là hoàng phi của vua Lê Chiêu Thống, vị vua cuối cùng của nhà Hậu Lê. Năm 1789, sau khi Nguyễn Huệ đánh bại 29 vạn quân Thanh, Chiêu Thống chạy sang Trung Quốc rồi sau chết ở đó. Bà không kịp chạy theo, bèn lánh loạn ở vùng quê nhà Kinh Bắc. Năm 1802, Gia Long xin đem linh cữu vua Lê về nước. Tháng 8 năm 1804, di hài vua Lê được đưa về cửa ải, bà nghe tin, liền lặn lội từ Kinh Bắc lên cửa ải để đón linh cữu. Ngay từ hôm ấy, hoàng phi tuyệt thực, vật vã bên linh cữu mà khóc lóc. Ngày 12 tháng 10, tế vua Lê xong, hoàng phi đến trước hương án khóc lóc thảm thiết và nói với Diên tự công rằng: "Ta nhẫn nhục vất vả đã mười lăm mười sáu năm nay, không phải là không dám chết, chỉ vì thái hậu, vua ta, con ta vẫn ở bên Trung Quốc, âm tín không thông, còn mất không rõ, nên ta còn chờ đợi một chút. Nay thái hậu cùng vua ta đều mất, con ta cũng chết, linh cữu đã về đến nước nhà, thế là việc của ta xong rồi, ta phải chết theo để hầu bên lăng tẩm mới phải." Rồi đó, hoàng phi liền uống thuốc độc tự tử. Ai nghe tin ấy cũng đều thương xót. Sứ thần Trung Hoa bấy giờ đang ở đấy cũng than thở, ngợi khen mãi.

Sau khi hoàng phi chết theo vua Lê, được người khắp cả nước ca tụng là bậc tiết nghĩa. Vua Gia Long bèn "hạ chỉ ban khen, sai lập đền ở quê hoàng phi, là xã Tỳ Bà thuộc huyện Lang Tài để thờ; cấp ruộng tế và tha thuế khoá cho dân làng ấy để dùng vào việc đèn nhang thờ cúng: lại sai dựng bia khắc chữ để nêu gương tiết hạnh." Tô phái hầu Nguyễn Huy Túc làm bài "Tiêu cung tuẫn tiết hành" để ca ngợi:
Ban gấm vóc bạc vàng phúng viếng,
Bao vần thơ lên tiếng ngợi khen.
Khen thay! Một chết phỉ nguyền,
Thơm tho muôn thuở con thuyền thanh danh...
...Thân khuê các giúp bề Tiết giáo
Mặt phấn son phụ đạo Cao hình.
So thơ Cù, Cát đã đành,
Trúc Tương vằn đẹp lưu danh muôn đời.
Người xưa làm việc dễ rồi.
Nay làm việc khó chẳng Người đó sao?
- Bà Sương Nguyệt Anh, tên thật là Nguyễn Thị Khuê, sinh ngày 24 tháng 12 năm Quý Hợi (1863) tại Gia Định, con gái thứ tư của cụ Nguyễn Đình Chiểu. Bà có nhan sắc xinh đẹp, lại có tài văn chương, đoan trang, tiết hạnh, nhưng lập gia đình trễ. Trên 25 tuổi bà mới kết hôn, sinh được một gái thì chồng chết. Bà ở vậy nuôi con, vui với thơ văn, lấy bút hiệu là Sương Nguyệt Anh (nghĩa là người sương phụ, thủ tiết thờ chồng). Bà viết:

"Gương tỏ đời nay trong tiết phụ

Lâu dài tiếng tốt tạc non sông"
- Bà Ba Đề Thám, tên thật là Đặng Thị Nhu (còn có tên là Đặng Thị Nho tức Bà Ba Cẩn), vợ thứ ba của nhà cách mạng Hoàng Hoa Thám (Đề Thám). Bà là một nữ tướng can trường, cùng sát cách với chồng trong cuộc kháng chiến chống Pháp tại Yên Thế cuối thế kỷ 19, đầu thế kỷ 20. Ngày 1-2-1909, bà và con gái là Hoàng Thị Thế bị Pháp bắt và đầy đi Guyanne thuộc Pháp ở Nam Mỹ. Trên đường lưu đày, bà Ba Đề Thám đã nhảy xuống biển tự vẫn để giữ vững khí tiết với chồng. Từ điển nhân vật lịch sử Việt Nam ghi nhận "Bà là một tấm gương sáng của phụ nữ nước Việt''[30].
- Bà Thái Thị Huyên, vợ nhà Cách mạng Phan Bội Châu (1867-1940), người làng Diên Lân, tỉnh Nghệ An. Bà làm dâu nhà họ Phan năm 23 tuổi, hết lòng giữ trọn đạo dâu hiền. Chồng thi đỗ Giải Nguyên, bà vẫn giữ nếp nhà, sống đời bình dị, lo cho chồng cho con. Chồng bà xuất dương cứu nước hơn 20 năm, bà vẫn giữ lòng chung thủy, một mình nuôi con. Khi Phan Bội Châu bị bắt về nước năm 1925, bà được gặp mặt chồng nửa tiếng đồng hồ tại Nghệ An rồi ly biệt cho đến lúc mãn phần. Trong mấy lời chia tay, bà đã nói: "Vợ chồng ly biệt nhau hơn 20 năm, nay được một lần giáp mặt Thầy, trong lòng tôi đã mãn túc rồi. Từ đây trở về sau, chỉ mong Thầy giữ được lòng xưa". Bà một lòng trung trinh tiết hạnh, thờ chồng nuôi con, giúp cho chồng giữ vững tinh thần trên bước đường cứu nước. Bà Thái Thị Huyên mất ngày 1 tháng 4 âm lịch (21-5-1936), thọ 70 tuổi.
- Bà Nguyễn Thị Giang (?-1930) là vợ của Nguyễn Thái Học, Đảng trưởng Việt Nam Quốc Dân Đảng. Năm 1929, cô Giang gặp Nguyễn Thái Học và hai người cùng chí hướng đã yêu nhau. Sau cuộc khởi nghĩa Yên Bái bị thất bại, ngày 17-6-1930, Nguyễn Thái Học và 12 đồng chí bị Pháp đưa lên máy chém ở Yên Bái, bà đã đến tận pháp trường để chứng kiến cái chết của người yêu. Sau đó cô về nhà trọ viết thư tuyệt mệnh gửi song thân và gửi hương hồn Nguyễn Thái Học, trong đó có câu: "Con chết là vì hoàn cảnh bó buộc con; không báo được thù nhà, rửa được nhục cho nước! Sau khi đã đem tấm lòng trinh bạch dâng cho chồng con ở Đền Hùng. Giờ con tìm về chỗ quê cha, đất tổ, mượn phát súng này mà kết liễu đời con!." Cô Giang còn làm một bài thơ lục bát, tỏ rõ ý chí hy sinh vì nước. Hôm sau cô về quê chồng lạy tạ cha mẹ chồng, rồi dùng súng lục tự vẫn để bảo toàn danh tiết và bảo toàn bí mật cho đảng. Khi nghe tin Cô Giang tuẫn tiết, nhà cách mạng Phan Bội Châucảm khái làm bài văn tế có câu: "Dưới Long Thành máu thắm cỏ xanh, gái đến thế rành rành chữ liệt... Nguyễn Thái Học trổ tài kiện tướng, nhờ có cô mà lông cánh thêm dài – Phạm Thị Hào nổi tiếng trung trinh, em có chị mà xứng danh nữ kiệt."
- Bà Nguyễn Thị Seo là vợ của Anh hùng lực lượng vũ trang nhân dân, liệt sĩ Trần Đức Thông, người chỉ huy đã hy sinh trong trận đánh bảo vệ Trường Sa năm 1988. Hai người kết hôn năm 1971, do ông ở trong bộ đội và thường xuyên phải ra đảo nên dù kết hôn được 17 năm nhưng thời gian hai vợ chồng ở bên nhau chỉ chưa đầy một năm. Khi ông hi sinh, bà mới ngoài 40 tuổi. Bà ở vậy nuôi nấng hai con cho đến khi qua đời năm 2005. Con bà kể lại: "Trong lúc hấp hối mẹ vẫn nhắc đến bố. Suốt cuộc đời mẹ dành trọn tình yêu cho bố." [31].